# 2008年香港立法會選舉

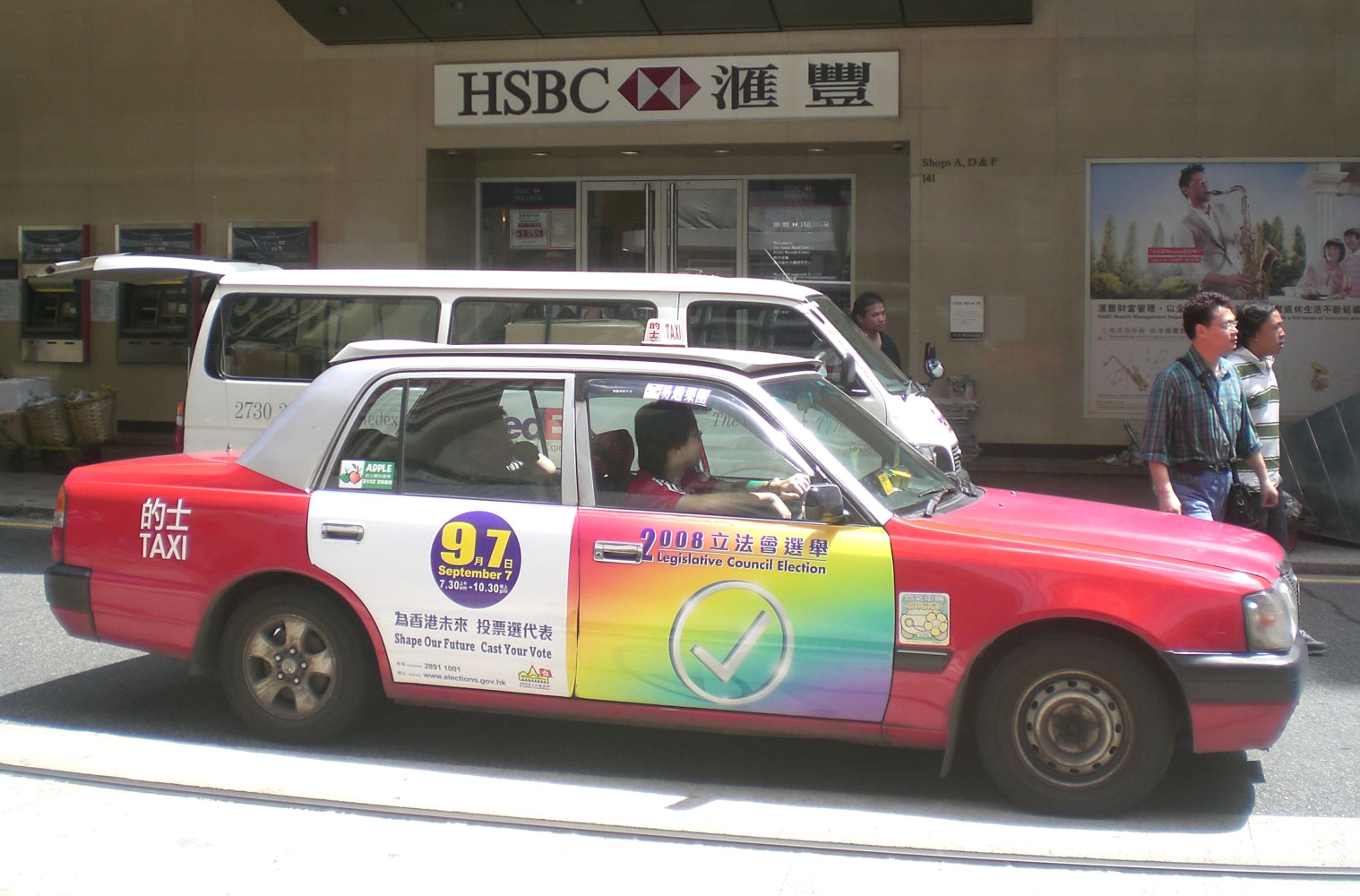
2008年香港立法會選舉之流動廣告宣傳投票日

2008年香港立法會選舉是香港特別行政區成立後的第4屆立法會選舉，於2008年9月7日舉行。與上屆一樣，是次選舉重選立法會全數60個議席，包括30席由地區直選產生之議席及30席由功能界別產生之議席。
泛民主派在地區直選取得19席，較上一屆地方選區多取1席，但功能界別減至4席，惟成功保留立法會的三分之一以上、亦即是21席的關鍵議席數目，惟激進民主派社會民主連線取得3席，從而左右溫和民主派。
民建聯整體上席位沒有增減，自由黨在地方選區全軍覆沒，黨正副主席連任失敗，跌到第三大黨；選後4名原屬自由黨的功能界別立法會議員退黨，實力大輻下降，民建聯取代自由黨，成為建制派第一大黨。

## 背景
選舉情勢與四年前有所不同。自董建華下台及曾蔭權上台後，香港社會出現結構性的變化，經濟向好，通漲問題日益嚴重，副局長國籍風波、梁展文事件等等議題在政壇風波不斷。
自從2007年香港區議會選舉後，建制派的議席漸漸與泛民主派的議席接近，泛民主派側重於政治議題的政綱開始不及建制派強調民生的政綱吸引選民。面對泛民重量級議員的相繼引退，能否保住立法會21席的關鍵少數對泛民十分重要。李柱銘、陳方安生、鄭經翰等重量級泛民議員宣佈不再連任，民主黨世代交替、公民黨正式出戰、社民連積極擴展、建制派壯大等等跡象顯示，這次選舉十分激烈。
汲取了上次立法會選舉泛民主派於新界東選區放在1張名單內失敗經驗，今次的立法會選舉，無論是泛民主派，還是建制派，都不再事前協調，各派出多張名單參選。
是次選舉最受關注的是地方選區增設一席的九龍西選區，有13張名單參選，而該區只有5個議席，競爭激烈程度為各選區之冠。
今年的選舉特色是，很多候選人都在網上社群（例如Facebook、YouTube）開設社群與上載競選影片。但放上YouTube的大部份的點擊率都很低，只有兩段黃毓民批評對手的片段點擊率較高。

## 選舉制度及議席分配

### 地方選區
是次選舉中，全港共分為五個地方選區，共選出30位立法會議員。每個選區均採用比例代表制，以最大餘額法及黑爾數額點票。以下是地方選區的議席分配：
| 地方選區 | 地方選區 | 所包括之區議會分區                     | 議席數目 |
| -------- | -------- | -------------------------------------- | -------- |
|          | 香港島   | 中西區、灣仔區、東區、南區             | 6        |
|          | 九龍西   | 油尖旺區、深水埗區、九龍城區           | 5        |
|          | 九龍東   | 黃大仙區、觀塘區                       | 4        |
|          | 新界西   | 荃灣區、屯門區、元朗區、葵青區、離島區 | 8        |
|          | 新界東   | 北區、大埔區、西貢區、沙田區           | 7        |

與上屆相比，隨著各區人口之轉移，九龍西選區增加一席至5席，而九龍東選區相應減少一席改為4席。除此以外，地方選區的選舉制度與上屆相同。

### 功能界別
功能界別的選舉制度及議席分配與上屆相同。是次選舉共有28個功能界別（完整列表見下文的候選人名單），共選出30位立法會議員。除勞工界有三席外，其餘功能界別均各有一席。鄉議局、漁農界、保險界及航運交通界採用按選擇次序淘汰制；勞工界採用全票制；其餘功能界別採用單票制。

## 選舉民意調查
香港大學民意研究計畫一如以往為選舉進行滾動調查，由香港有線電視及now寬頻電視贊助。滾動調查以電話訪問市民假如明日進行選舉會投哪張候選名單。不過，兩者的預測結果表達方式不同，前者包括不投票或未決定等的百分比，後者則先除去不投票或未決定的百分比。

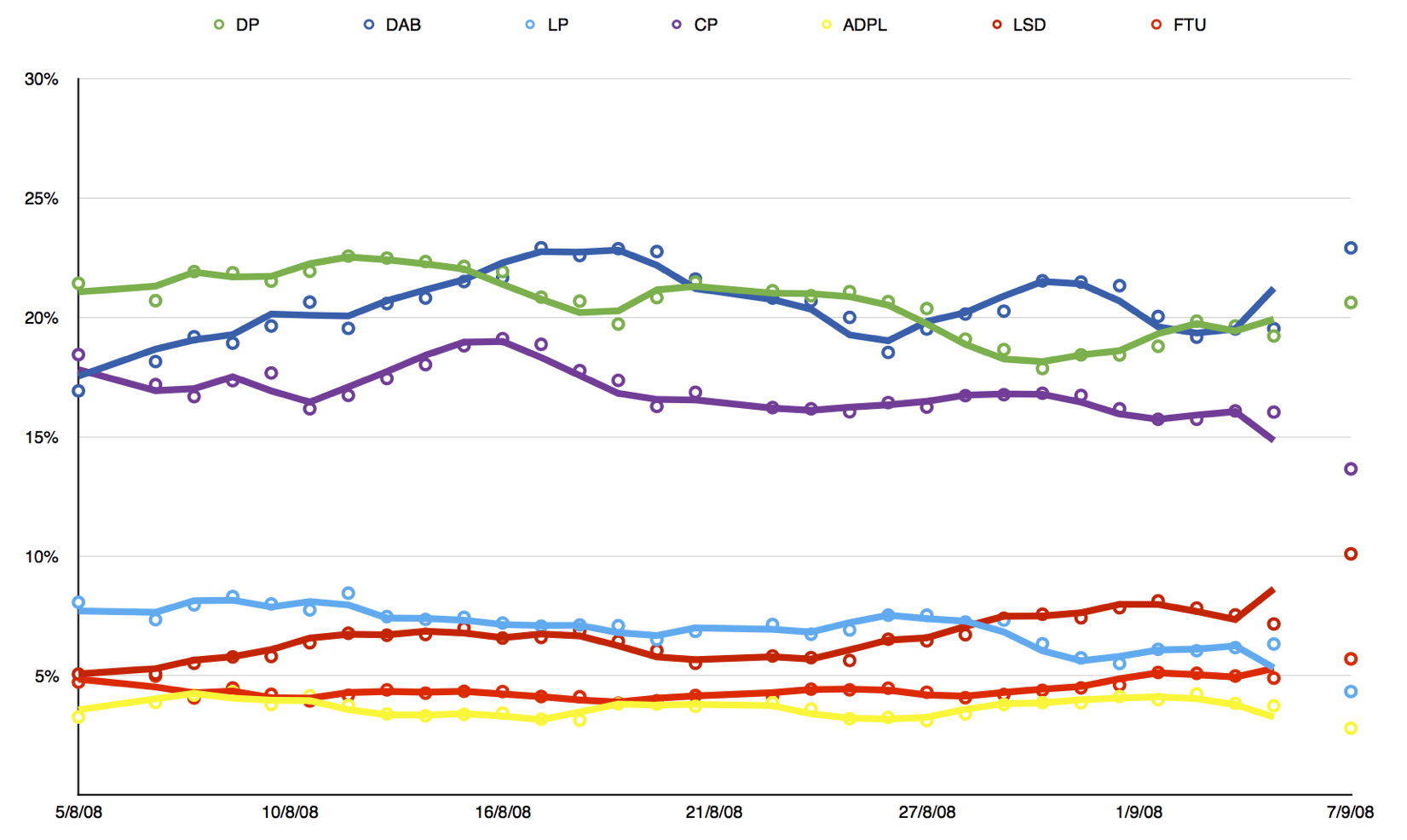
香港大學民意研究計畫的選舉民意調查結果。其中為民主黨，為民建聯，為自由黨，為公民黨，為民協，為社民連，為工聯會。

## 投票與點票安排

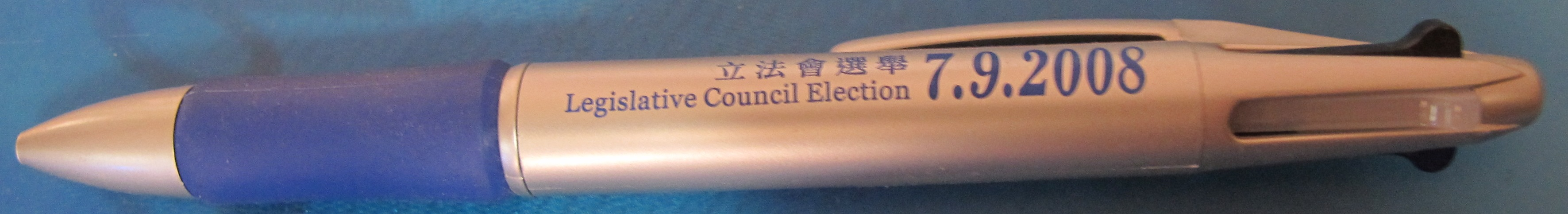
2008年立法會選舉宣傳品

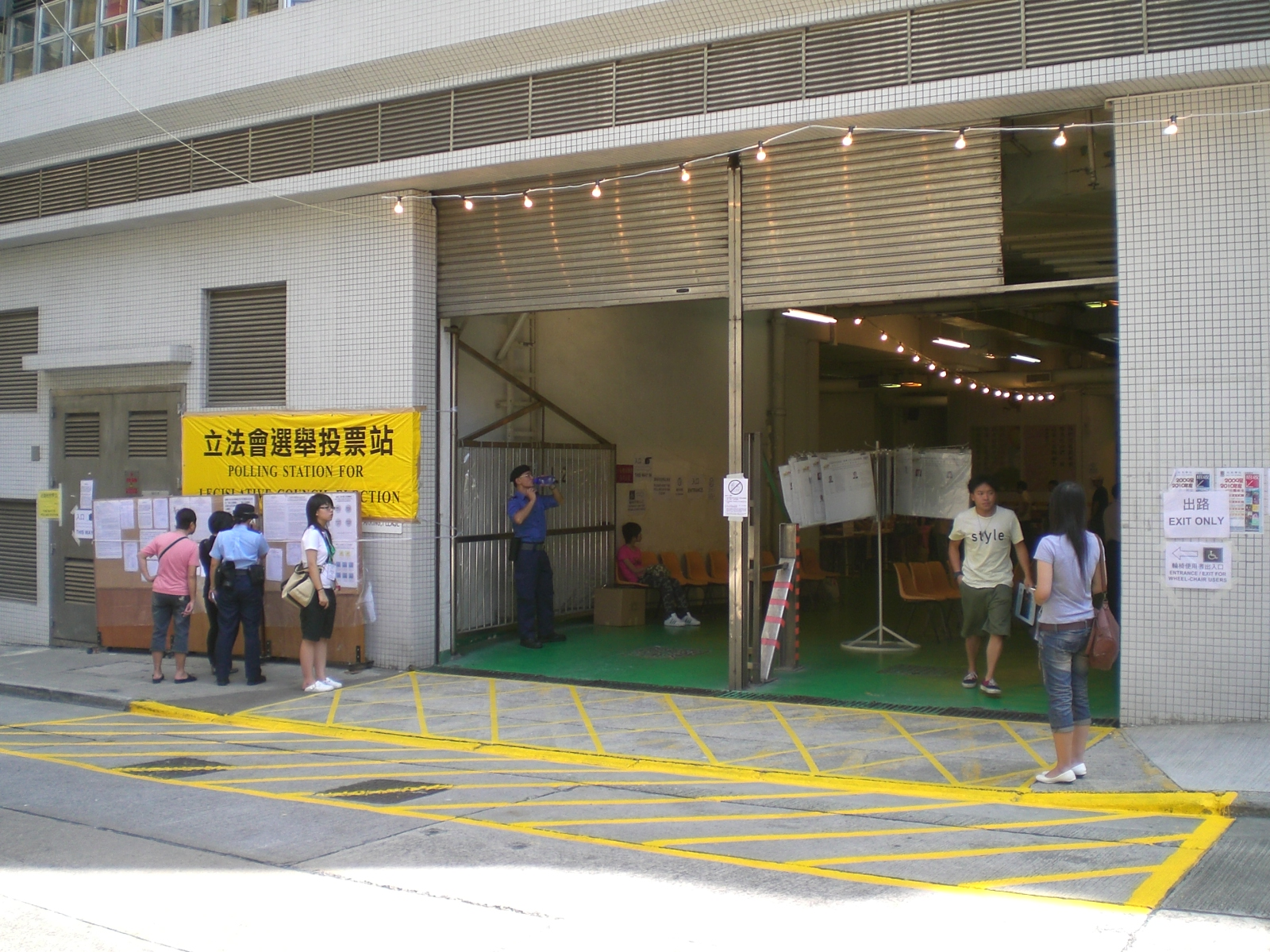
在選舉日，香港島某個投票站

投票於2008年9月7日（星期日）07:30至22:30舉行。政府當局開放全港532個投票站供337萬名已登記選民投票。投票結束後，大部份投票站改為點票站，以點算地方選區的選票。功能界別的選票則運往位於九龍灣國際展貿中心的中央點票站點算。各地方選區和功能界別選舉的最終結果，在國際展貿中心內的新聞中心由選舉主任宣佈。

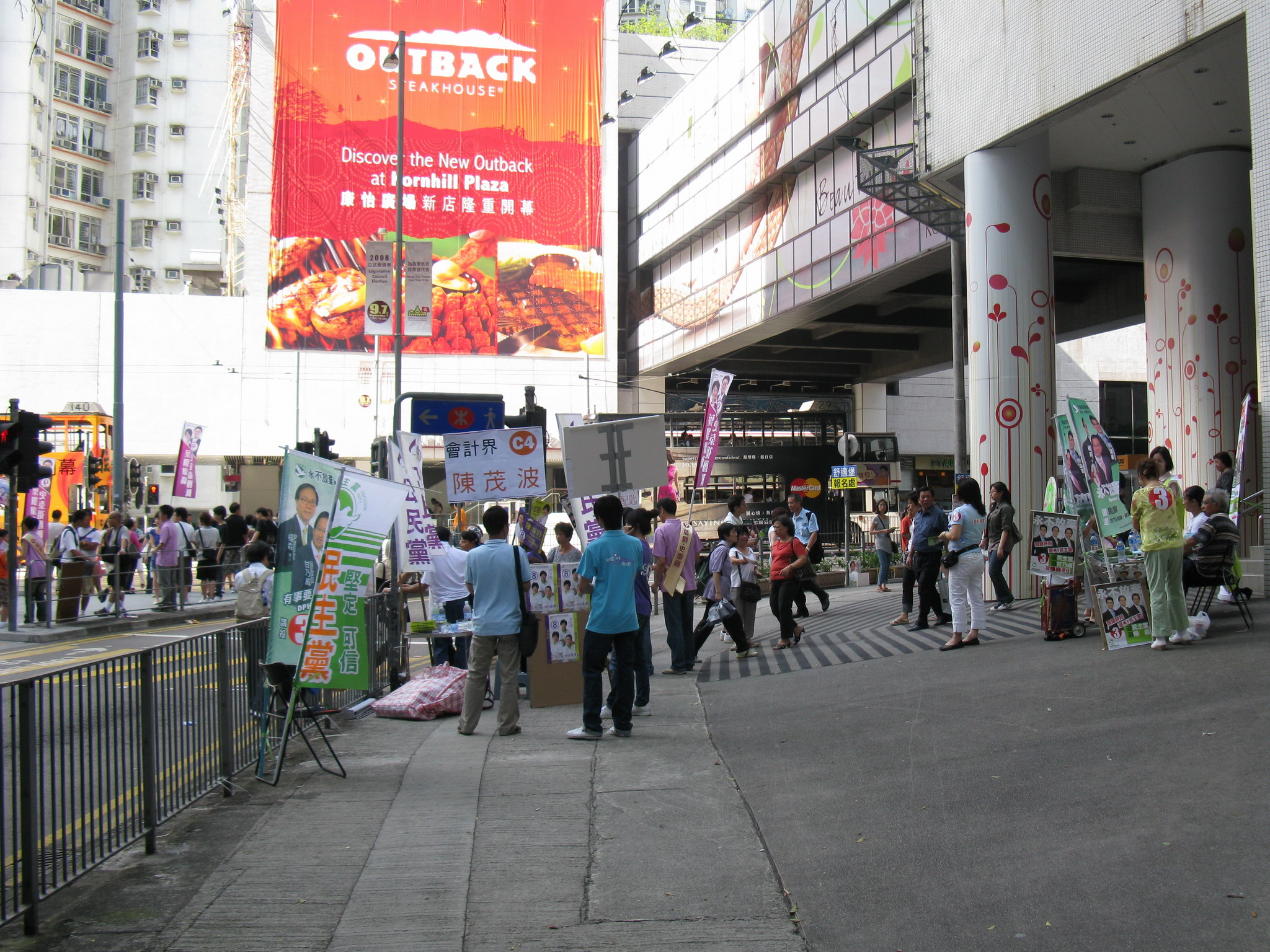
香港島選區於投票日的競選活動進行情況
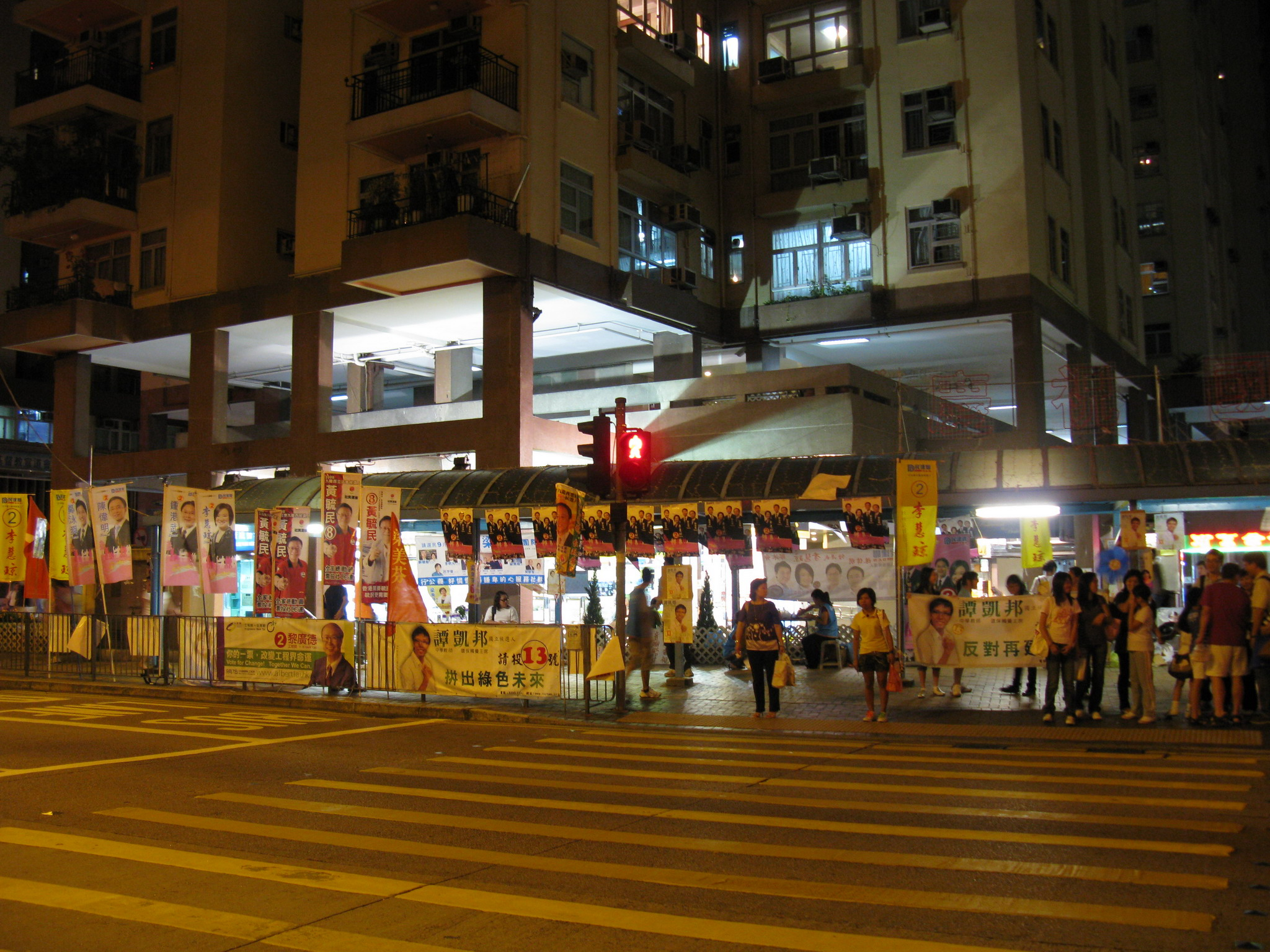
九龍西選區於投票日的競選活動進行情況
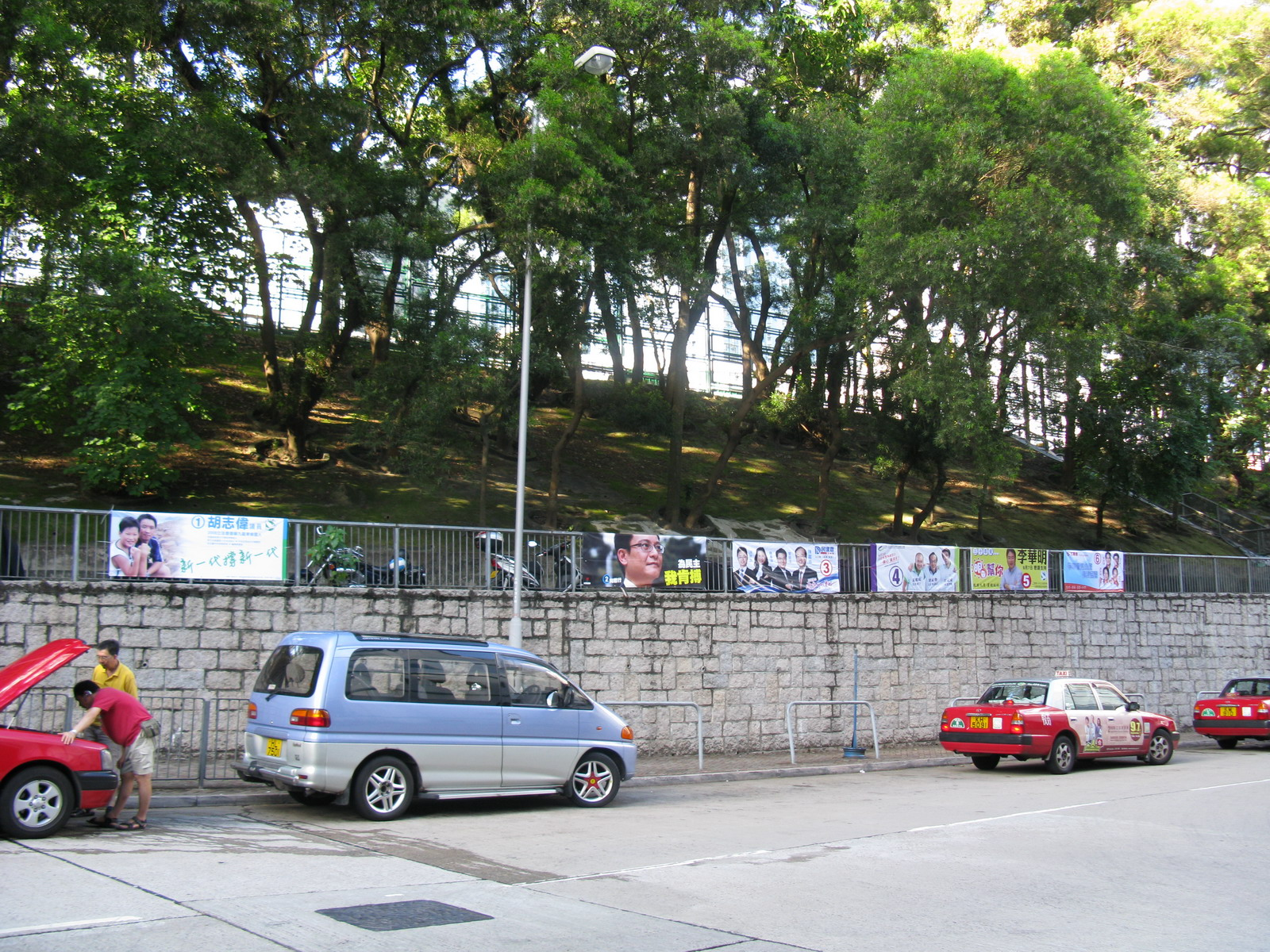
九龍東選區競選廣告
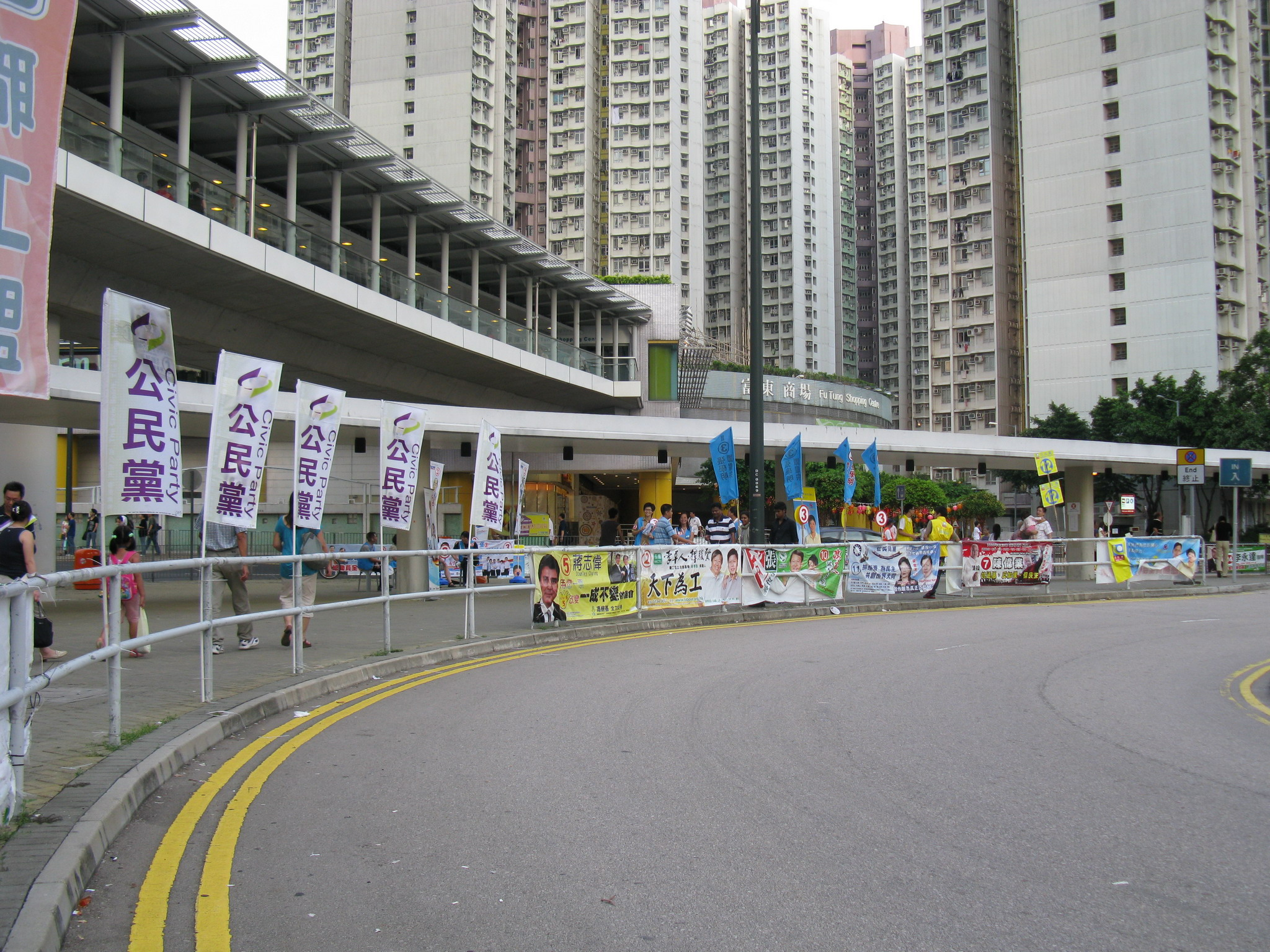
新界西選區於投票日的競選活動進行情況
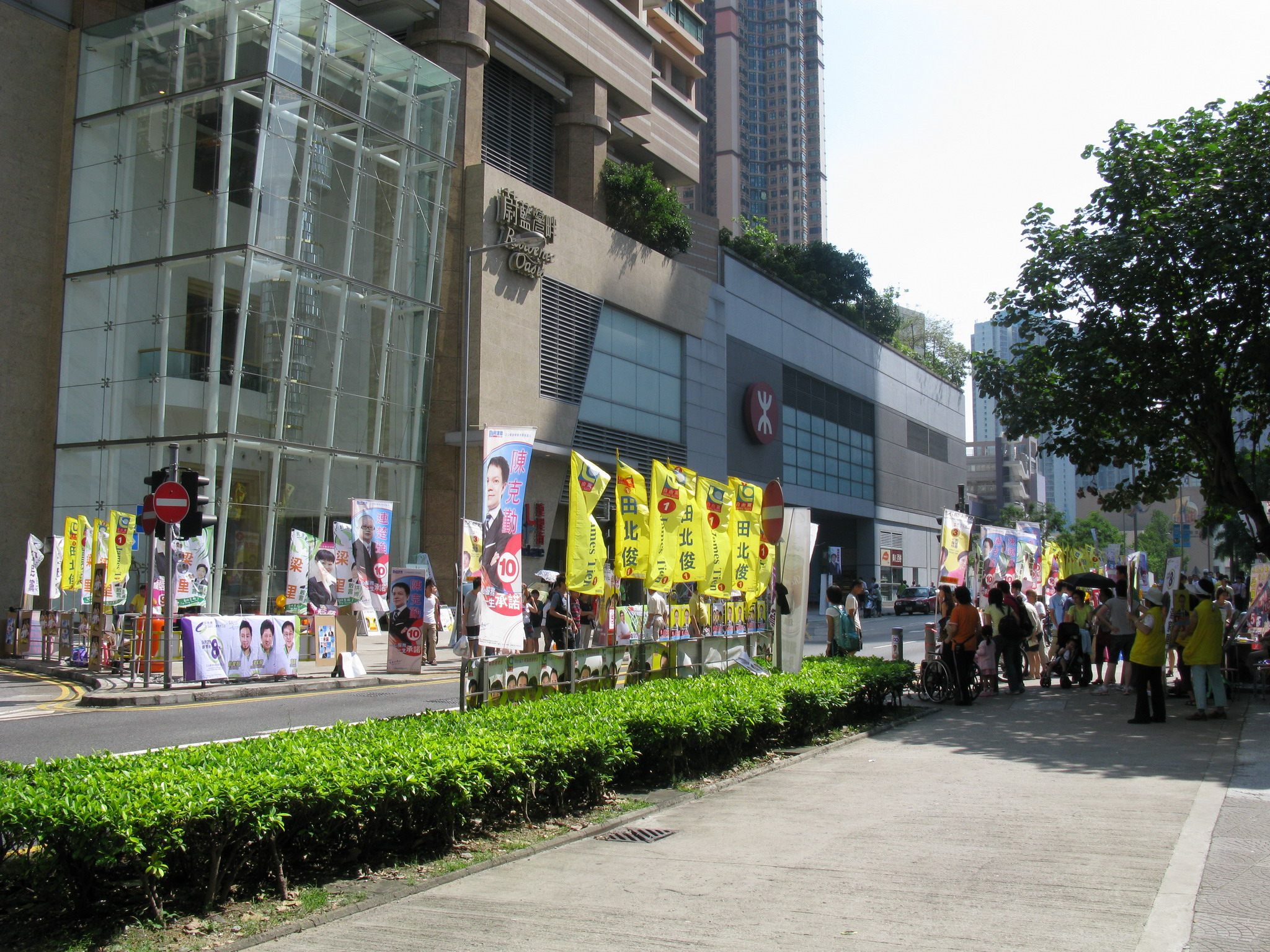
新界東選區於投票日的競選活動進行情況

## 投票率
地方選區
| 地方選區 | 登記選民人數 | 累積投票人數 | 累積投票率 | 2004年累積投票率 |
| -------- | ------------ | ------------ | ---------- | ---------------- |
| 全港     | 3,372,007    | 1,524,249    | 45.2%      | 55.64%           |
| 香港島   | 627,657      | 314,870      | 50.17%     | 57.62%           |
| 九龍東   | 540,649      | 237,936      | 44.01%     | 56.46%           |
| 九龍西   | 440,335      | 207,765      | 47.18%     | 54.74%           |
| 新界東   | 820,205      | 362,959      | 44.25%     | 56.42%           |
| 新界西   | 943,161      | 400,719      | 42.49%     | 53.48%           |

功能界別
| 功能界別               | 登記選民人數 | 累積投票人數 | 累積投票率 |
| ---------------------- | ------------ | ------------ | ---------- |
| 所有需投票功能界別     | 212,227      | 127,973      | 60.3%      |
| 保險界                 | 144          | 113          | 78.47%     |
| 航運交通界             | 178          | 161          | 90.45%     |
| 教育界                 | 90,693       | 55,354       | 61.03%     |
| 法律界                 | 6,111        | 3,933        | 64.36%     |
| 會計界                 | 22,276       | 14,143       | 63.49%     |
| 醫學界                 | 10,606       | 7,016        | 66.15%     |
| 衞生服務界             | 36,968       | 17,406       | 47.08%     |
| 工程界                 | 8,323        | 5,641        | 67.78%     |
| 建築、測量及都市規劃界 | 6,147        | 4,035        | 65.64%     |
| 社會福利界             | 12,519       | 8,756        | 69.94%     |
| 旅遊界                 | 1,261        | 906          | 71.85%     |
| 商界（第一）           | 1,040        | 691          | 66.44%     |
| 紡織及製衣界           | 3,710        | 2,101        | 56.63%     |
| 批發及零售界           | 6,074        | 3,177        | 52.3%      |
| 資訊科技界             | 5,749        | 4,134        | 71.91%     |
| 區議會                 | 428          | 406          | 94.86%     |

## 選舉結果及總結

### 各黨派總結

#### 建制派
建制派在是次選舉的贏家，特別是功能界別奪得23席，當中全體自動當選議員均為建制派。選舉過後它們繼續控制議會的過半數議席，但仍未能成功控制議會三分之二的絕對多數。

##### 民建聯
民建聯於九龍東及新界西分拆名單、加上香港島又被葉劉淑儀名單分票，結果在總得票上損失了五萬多票，在香港島損失一席（即港島區議員蔡素玉之一席），但同時也奪回功能界別區議會的席位，結果在議席上沒有增減，繼續保持第一大黨的地位。如果把以工聯會名義參選同時為民建聯成員的黃國健、王國興及潘佩璆計入民建聯的議員名單中，更會由原本10席增加至13席。

##### 自由黨
自由黨是各大黨派中的大輸家。它在地方選區全軍覆沒，而功能界別也被搶去1席，只剩下7個議席，由第二大黨跌至第三大黨。選舉結束後，主席田北俊及副主席周梁淑怡為此雙雙請辭，並由劉健儀暫時代行主席職務，而周梁淑怡亦正式宣佈退出行政會議。另一方面，由於有黨員身份的新界鄉議局主席劉皇發曾為民建聯參選人、新界鄉議局副主席張學明助選，而自由黨內部人士把田北俊及周梁淑怡落敗的原因歸咎於劉皇發拒絕把鄉事派票源配給自由黨。於是黨內人士要求劉皇發作出解釋，甚至要求他退黨。最後劉皇發在9月11日遞信以鄉議局要建築新大樓，無暇兼顧繁重黨務為由申請退出自由黨，同日獲自由黨接納；2008年10月8日，自由黨內部分裂，林健鋒、梁君彥、梁劉柔芬突然集體宣佈退黨。
此兩次退黨事件令自由黨在會期開始時由原本7席急跌至只剩3席，頓時喪失大黨地位，有被泡沫化的危機。

#### 泛民主派
泛民主派今次已預料自己在大選中沒有了七一效應，泛民總議席數會倒退，所以他們今次定下的目標只是21席，有些評論更認為泛民最終只能17至19席，有泛民成員亦估計泛民今屆只能奪取14至18個直選議席，將失去三分之一的關鍵議席數。再加上今屆選舉出現自己人打自己人的情況，社民連同其他泛民出現搶票及互相攻擊的情況，情況更為悲觀。結果卻令泛民喜出望外，雖然是倒退了（比原先的26席少了3席），但卻比預期出色，泛民比原本的目標取多了2席，取得23席。泛民在地方選區分拆名單的策略也見湊效，除了九龍西的毛孟靜敗於梁美芬，多名現任泛民議員取得最後一席連任，令泛民取得19個地方議席。

##### 民主黨
民主黨疑因低投票率、公民黨與社民連兩個光譜激進的政黨參選下，在地方選區總得票上大跌十二萬多票，雖然香港島只能保住一席，但新界東黃成智重奪失去的議席。民主黨也有參選功能界別，但卻沒有像公民黨般受到社民連主席黃毓民猛烈批評，單仲偕放棄參選資訊科技界，資訊科技界則以新人莫乃光出戰譚偉豪，但以35票之差失敗。剩下教育界張文光1席。整體上雖然損失了1席，但因為自由黨議席減少，所以能晉身為第二大黨。

##### 公民黨
公民黨漸漸成為泛民主派的主流，亦是泛民第二大黨，挑戰民主黨的地位，派員參戰5個地方選區，而在香港島把余若薇排在第二位，選舉結果公民黨在港島區大勝，黨魁余若薇在排第二的情況下險勝連任，帶同排第一的新人陳淑莊一同加入立法會，連上屆與余若薇拍擋的公民起動何秀蘭也成功重返立法會。在九龍西以些微票數落敗，在新界西則以五千多票之差落敗。九龍東與新界東也保住一席，但得票不如預期，梁家傑的得票在眾當選名單之末，而湯家驊得票也只是排第六位，已敲響了公民黨的警號。公民黨積極參選功能界別，卻惹來社民連主席黃毓民連番批評。他們在功能界別表現失色，由原本3席跌至1席，社福界未能派員參選接棒，喪失了會計界的席位，只能守住法律界的議席。
公民黨最終得到5席，比上屆少了1席。因為自由黨內部分裂議席大跌，令公民黨晉身為立法會第三大黨。

##### 社民連
成立不足兩年的社民連是泛民剛冒起的新勢力，在5個選區中贏得3席，比原先增加1席。社民連的長毛梁國雄排在新界東順利高票連任，另一成員陳偉業則在新界西得票比上屆低，為當選名單之末而連任。新人方面，有「癲狗」之稱的主席黃毓民第一次出戰迎擊其他泛民主派，在九龍西以第二高票姿態當選。落選者方面，港島區的曾健成得票比上屆有近倍的增長，但依然比對手相差甚遠；九龍東的陶君行點票時雖然一度逼近曾參與特首選舉的梁家傑，然而最後與梁家傑的得票差距超過1萬票。

### 成功當選[註 1]
- 新任（16人）：
  - 首次晉身立會（13人）：葉劉淑儀、李慧琼、梁美芬、黃毓民、陳克勤、陳健波、陳茂波、梁家騮、潘佩璆、葉偉明、張國柱、謝偉俊、林大輝
  - 新舊交替當選（2人）#：黃國健（陳婉嫻落選）、甘乃威（楊森落選）[註 2]
  - 新舊二人當選（1人）#：陳淑莊（黨魁余若薇排第二當選）[註 2]
- 連任（40人）：
  - 成功在同一選區／界別連任（34人）：涂謹申、馮檢基、陳鑑林、梁家傑、李華明、李卓人、譚耀宗、張學明、何俊仁、陳偉業、梁耀忠、李永達、劉慧卿、梁國雄、鄭家富、湯家驊、劉江華、黃容根、劉健儀、張文光、吳靄儀、李國麟、何鍾泰、劉秀成、李鳳英、石禮謙、林健鋒、黃宜弘、梁君彥、李國寶、詹培忠、霍震霆、黃定光、梁劉柔芬、方剛、張宇人
  - 轉戰而成功連任（3人）：王國興（由勞工界轉戰新界西）、曾鈺成（由九龍西轉戰香港島）、劉皇發（由區議會轉戰鄉議局）
  - 新舊二人當選（1人）#：余若薇（陳淑莊排第一當選）[註 2]
- 重返（3人）：何秀蘭、黃成智、葉國謙

### 連任失敗
- 爭取連任失敗（7人）：田北俊、周梁淑怡、蔡素玉、譚香文、劉千石、郭家麒、林偉強
- 轉戰地方選區失敗（1人）：張超雄
- 新舊交替落選（2人）#：陳婉嫻（黃國健接棒）、楊森（甘乃威接棒）[註 2]

### 轉戰地方選區
《基本法》第六十八條訂明，「立法會的產生辦法根據香港特別行政區的實際情況和循序漸進的原則而規定，最終達至全部議員由普選產生的目標。」 以下議員於第三屆立法會循功能界別當選，今屆轉戰地方選區爭取連任。
| 政黨 | 政黨   | 議員   | 前任界別名稱 | 參與的地方選區 | 結果         |
| ---- | ------ | ------ | ------------ | -------------- | ------------ |
|      | 公民黨 | 張超雄 | 社會福利界   | 新界西         | 競逐連任失敗 |
|      | 工聯會 | 王國興 | 勞工界       | 新界西         | 競逐連任成功 |

### 各黨派議席分佈
| 政治陣營 | 政治陣營     | 地方選區 | 地方選區 | 功能界別 | 功能界別 |
| 政治陣營 | 政治陣營     | 議員 | 總數     | 議員 | 總數     |
| -------- | ------------ | --- | -------- | --- | -------- |
|          | 建制派       | 民建聯（7席）－曾鈺成、李慧琼、陳鑑林、譚耀宗、張學明、劉江華、陳克勤工聯會（2席）－黃國健、王國興獨立（2席）－葉劉淑儀、梁美芬 | 11       | 自由黨（7席）－劉皇發、劉健儀、林健鋒、梁君彥、梁劉柔芬、方剛、張宇人民建聯（3席）－黃容根、黃定光、葉國謙工聯會（2席）－潘佩璆、葉偉明勞聯（1席）－李鳳英獨立（12席）－陳健波、李國寶、詹培忠、霍震霆、謝偉俊、何鍾泰、劉秀成、石禮謙、陳茂波、黃宜弘、林大輝、譚偉豪 | 25       |
|          | 泛民主派     | 民主黨（7席）－甘乃威、涂謹申、李華明、李永達、何俊仁、黃成智、鄭家富公民黨（4席）－陳淑莊、余若薇、梁家傑、湯家驊社民連（3席）－黃毓民、陳偉業、梁國雄民協（1席）－馮檢基街工（1席）－梁耀忠職工盟（1席）－李卓人公民起動（1席）－何秀蘭前綫（1席）－劉慧卿 | 19       | 民主黨（1席）－張文光公民黨（1席）－吳靄儀社總（1席）－張國柱獨立（1席）－李國麟 | 4        |
|          | 中間派或其他 | | 0        | 獨立（1席）－梁家騮 | 1        |

### 各黨派得票及議席變化比較
| 政黨         | 政黨         | 政黨         | 地方選區  | 地方選區 | 地方選區 | 地方選區    | 功能界別    | 總議席      | ±   |
| 政黨         | 政黨         | 政黨         | 票數      | %        | ±        | 議席        | 功能界別    | 總議席      | ±   |
| ------------ | ------------ | ------------ | --------- | -------- | -------- | ----------- | ----------- | ----------- | --- |
|              |              | 民建聯       | 347,373   | 22.92    | ▲ 0.19   | 7           | 3           | 10          | ▲ 1 |
|              | 工聯會       | 86,311       | 5.7       | ▲ 2.73   | 2        | 2           | 4           | ▲ 1         |     |
|              | 自由黨       | 65,622       | 4.33      | ▼ 2.39   | 0        | 7           | 7           | ▼ 3         |     |
|              | 獨立建制派   | 103,162      | 6.81      |          | 2        | 13          | 15          |             |     |
| 建制派總計   | 建制派總計   | 建制派總計   | 602,468   | 39.75    | ▲ 2.46   | 11 (36.67%) | 25 (83.33%) | 36 (60%)    | ▲ 2 |
|              |              | 民主黨       | 312,692   | 20.63    | ▼ 4.56   | 7           | 1           | 8           | ▼ 1 |
|              | 公民黨       | 207,000      | 13.66     |          | 4        | 1           | 5           | ▼ 1         |     |
|              | 社民連       | 153,390      | 10.1      |          | 3        | 0           | 3           | ▲ 1         |     |
|              | 街工         | 42,441       | 2.8       | ▼ 0.53   | 1        | 0           | 1           |             |     |
|              | 職工盟       | 42,366       | 2.8       | ▼ 1.15   | 1        | 0           | 1           |             |     |
|              | 教協         | 42,211       | 2.79      | ▼ 1.39   | 1        | 0           | 1           |             |     |
|              | 前綫         | 33,205       | 2.19      | ▼ 4.7    | 1        | 0           | 1           |             |     |
|              | 公民起動     | 30,887       | 2.04      | ▼ 0.05   | 1        | 0           | 1           | ▲ 1         |     |
|              | 獨立泛民主派 | 37,515       | 2.48      |          | 0        | 2           | 2           |             |     |
| 泛民主派總計 | 泛民主派總計 | 泛民主派總計 | 901,707   | 59.5     | ▼ 2.43   | 19 (63.33%) | 4 (13.33%)  | 23 (38.33%) | ▼ 2 |
| 中間派或其他 | 中間派或其他 | 中間派或其他 | 11,304    | 0.75     |          | 0           | 1 (3.33%)   | 1 (1.67%)   |     |
| 總計         | 總計         | 總計         | 1,515,479 | 100      |          | 30          | 30          | 60          |     |
| 投票率：45%  |              |              |           |          |          |             |             |             |     |

### 廢票
廢票是指無效的選票，如白票、填寫不當、塗污了的選票等，算法是把總投票數字減去有效票數的數字；而廢票率則是廢票數量佔總投票數字的百分比，公式如下：
對每個選區而言：
| 有效票數 = ∑(各候選人票數)      |
| 廢票量 = 總票數 - 有效票數      |
| 廢票率 = 廢票量 ÷ 總票數 × 100% |

廢票率
所有原始數據均摘自香港政府立法會選舉網站，依以上定義運用前述公式作簡單計算而得出下表：
| 2008立法會選舉分區廢票統計 | 2008立法會選舉分區廢票統計 | 2008立法會選舉分區廢票統計 | 2008立法會選舉分區廢票統計 | 2008立法會選舉分區廢票統計 |
| 選區                       | 投票人數                   | 有效選票                   | 無效選票                   | 廢票率                     |
| -------------------------- | -------------------------- | -------------------------- | -------------------------- | -------------------------- |
| 全港                       | 1,524,249                  | 1,515,499                  | 8,750                      | 0.57%                      |
| 香港島                     | 314,870                    | 313,429                    | 1,441                      | 0.46%                      |
| 九龍西                     | 207,765                    | 206,603                    | 1,162                      | 0.56%                      |
| 九龍東                     | 237,936                    | 236,245                    | 1,691                      | 0.71%                      |
| 新界西                     | 400,719                    | 398,292                    | 2,427                      | 0.61%                      |
| 新界東                     | 362,959                    | 360,930                    | 2,029                      | 0.56%                      |

## 選後統計
得票率
由於每個地方選區／功能界別選民基數都不同，因此所有得票數字不能直接比較。另因地方選區法定門檻每區不同，故此地方選區的得票率將會以得票除以法定門檻（即該名單得票是法定門檻的多少倍）作比較。功能界別的得票率則直接以得票百分率比較。
- 得票率最高當選名單（地方選區）：新界東地方選區民建聯名單劉江華、陳克勤、莫錦貴、黃碧嬌、陳國旗、劉國勳、連楚強（法定門檻的1.99倍／102,434票）
- 得票率最高當選者（功能界別）：航運交通界自由黨候選人劉健儀（94.23%／147票）
- 得票率最低當選名單（地方選區）：九龍西地方選區名單梁美芬、梁偉權、林家輝（法定門檻的0.48倍／19,914票）
- 得票率最低當選者（功能界別）：醫學界候選人梁家騮（32.58%／2,217票）
- 得票率最高落選名單（地方選區）：新界西地方選區名單張超雄、陳琬琛、黃家華（法定門檻的0.561倍／27,910票）
- 得票率最高落選者（功能界別）：資訊科技界候選人莫乃光（49.56%／1,982票）
- 得票率最低落選名單（地方選區）：九龍西地方選區名單柳玉成、蔣潔鳳、徐達偉（法定門檻的0.007倍／290票）
- 得票率最低落選者（功能界別）：會計界候選人嚴定偉（0.82%／112票）
- 未能得到選舉資助的地方選區名單數：16張（30.19%）[14]
- 被沒收選舉按金的地方選區名單數：15張（28.30%）[15]
- 未能得到選舉資助的功能界別名單數：4張 [14]
- 被沒收選舉按金的功能界別名單數：2張 [15]

年齡
- 最年輕議員：民建聯新界東地方選區議員陳克勤（32歲）（打破了香港回歸後歷屆立法會最年輕議員的記錄[16]）
- 最年長議員：功能界別鄉議局界別劉皇發[17]（72歲）
- 地方選區議員平均年齡：51.7歲 [18]
- 功能界別議員平均年齡：57.5歲 [18]

性別
- 男議員數目：49人（81.67%）
- 女議員數目：11人（18.33%）

當選狀況
- 新任議員數（地方選區+功能界別）：8人 + 9人 = 17人（13.33% + 15.00% = 28.33%）
- 連任議員數（地方選區+功能界別）：18人 + 22人 = 40人（30.00% + 36.67% = 66.67%）
- 重返議員數（地方選區+功能界別）：2人 + 1人 = 3人（3.33% + 1.67% = 5.00%）

## 選舉焦點
未公佈結果前已預期今次立法會選舉的投票率會下跌，主要是因為民怨高企的董建華時代過去，沒有了七一效應也消失了，又沒有太大政治議題吸引市民去投票。各政黨預測會受到不同程度的影響而得票下降，當中又以泛民影響較大，因為在高選投票率下選民多投給泛民，故低投票率對泛民不利，泛民還擔心會失去三分之一的關鍵議席數。結果本次選舉的總投票率、各區投票率及各時段投票率屬比2004年下跌，地方選區的總投票率只得45%，比上屆低大約10%，泛民的選情亦不像早前票站民調所顯示的那麼悲觀。
另外，分區比例代表制度令到民意基礎較少的人能夠當選的情況。例如九龍東的法定門檻約為六萬人票，而九龍西法定門檻只有四萬人票。九龍西梁美芬雖然當選，但所得票數僅為19,914票，全港落選者中，有六人所得票數比她為多；甚至於教育界當選的張文光，所得票數也比她多。

### 地方選區焦點
香港島
香港島有三位現任議員放棄連任，另外民主黨的楊森、公民黨余若薇把自己放在所屬名單的第二位，希望提攜新一代政治明星。結果公民黨名單中陳淑莊、余若薇名單得票成為第一名，而余若薇也能險勝保住議席，但楊森的票源不及公民黨黨魁余若薇再加上比例代表制增添排名單第二位當選的困難，無法連任。
民建聯曾鈺成空降港島，希望拉抬蔡素玉當選。而民調則顯示，另一名建制派參選人葉劉淑儀，可以連第二名史泰祖也帶進立法會。葉劉淑儀曾公開表示不會與別的名單合作，於是建制派兩張名單相持不下，結果建制派兩張名單也是60,000多票，只能夠由曾鈺成及葉劉淑儀當選，無法壓倒公民黨，兩者的餘票亦輸給泛民公民起動何秀蘭，她得以重返議會，使香港島議席由2004年的泛民建制各三席，變成泛民四席、建制兩席的局面。
| 政治陣營 | 政治陣營 | 所得議席 | 參選名單數 | 總得票  | 總得票比例 |
| -------- | -------- | -------- | ---------- | ------- | ---------- |
|          | 建制派   | 2        | 3          | 123,656 | 39.45%     |
|          | 泛民主派 | 4        | 6          | 187,895 | 59.97%     |
|          | 其他人士 | 0        | 1          | 1,798   | 0.57%      |

九龍西
九龍西是屆增加一席至五席，隨即引來多方參選，包括公民黨的毛孟靜、社民連的黃毓民、自由黨的田北辰、傳統左派支持的梁美芬等。各有各的策略。但泛民也同時針對著這四年來表現欠佳的劉千石。結果社民連的黃毓民因為憑火爆言論，最後可以擊潰劉千石及毛孟靜，奪取一席。民建聯曾鈺成空降香港島，由接班人領軍出選。建制派支持梁美芬以獨立人士身份出選，計劃以2004年曾鈺成的餘票，另外以其專業人士的身份希望吸取游離票。田北辰亦以自由黨的支援，吸取中產游離票。所以梁田二人也不時針鋒相對。
多年選情被認為「超穩定」的九龍西，今屆因為增加了一個議席，令九龍西競爭激烈，最後一席變了兵家必爭之地，三候選人也有機會問鼎最後寶座，包括自由黨田北辰、建制派梁美芬和公民黨毛孟靜。期後受整個自由黨支持度下滑所拖累，田北辰支持度急挫，變相為建制派梁美芬和公民黨毛孟靜競爭。但公民黨及毛孟靜卻受到社民連黃毓民不斷抨擊拖累了她的選情，原本被看高一線的毛孟靜最終以2000多票左右的差距，敗給梁美芬。新增的一席落在建制派的手上。
社民連與公民黨的關係跌至冰點，選舉完結後，毛孟靜撰文批評黃毓民，直指黃違反對市民承諾，最初說要對葉劉淑儀「去到邊殺到邊」，自己本身於黃封咪出事之後多次義務當「撐毓民燭光晚會」主持，現在黃卻攻擊自己盟友。黃毓民於參選後態度緩和，雖然對功能界別立場維持不變，但願意與公民黨修好，希望公民黨不應再斤斤計較，嘲笑「公民黨真是小器」，還說「選舉還選舉，選舉完後一筆勾銷」，要求合作。
| 政治陣營 | 政治陣營 | 所得議席 | 參選名單數 | 總得票  | 總得票比例 |
| -------- | -------- | -------- | ---------- | ------- | ---------- |
|          | 建制派   | 2        | 4          | 73,014  | 35.35%     |
|          | 泛民主派 | 3        | 7          | 131,356 | 63.59%     |
|          | 其他人士 | 0        | 2          | 2,193   | 1.06%      |

九龍東
九龍東今次減少了一席，鄭經翰退選，改為支持陶君行。工聯會陳婉嫻把自己排在第二位，希望以自己的聲望可以令黃國健入局。而公民黨的競選口號「一條心，拿多席」亦顯示希望搶到第二席，民主黨在該區進行N+1的策略，成功說服無意參選的黃大仙區議會「票王」胡志偉分拆多一張民主黨名單。結果公民黨卻是該區最低得票的當選者。民建聯則陳鑑林得票第一。四席結果一如外界所料，由民建聯、工聯會、民主黨、公民黨平分。陳婉嫻終於得償所願退下火線。而爭取得票第五名是為了來屆增加一席而作出準備，首次在首名出戰的社民連陶君行得票第五。而由民主黨分拆出來的胡志偉。只得一萬票得票第六。
| 政治陣營 | 政治陣營 | 所得議席 | 參選名單數 | 總得票  | 總得票比例 |
| -------- | -------- | -------- | ---------- | ------- | ---------- |
|          | 建制派   | 2        | 2          | 103,792 | 43.93%     |
|          | 泛民主派 | 2        | 4          | 132,453 | 56.07%     |

新界西
新界西有十位原任議員參選，最多只有八位可以連任。被稱為「人人有希望，個個無把握」的選戰。民建聯與工聯會正式分拆名單出選。由勞工界別的王國興分拆為工聯會名單排首名出戰，王國興經常強調自己是代表工聯會出選。譚耀宗雖然沒有工聯會的名義。但譚耀宗卻在自己的職業寫明為「工聯會副會長」。民建聯與工聯會被學者認為是進取的選戰策略。而民主黨在原有兩張名單中，再分拆第三張名單，由落選區議員的張賢登領軍出戰，連同何俊仁、李永達二人合共三張名單。而公民黨社福界的張超雄則轉戰新界西，而張超雄的主要目標，其實是針對立場同樣激進的陳偉業。
選戰中途，王國興與張超雄的民調一直低落，後來二人急起直追，曾壓倒陳偉業，但李永達及周梁淑怡的民調亦有下滑的現象。結果人人也告急，包括李永達、何俊仁、譚耀宗、王國興、陳偉業等人。結果民主黨的選民自行配票支持李永達，使何俊仁的得票被拉到第六位，在危險邊沿，李永達與何俊仁也當選。民建聯與工聯會的總得票增加一萬，譚耀宗、王國興、張學明三人成功當選。街工梁耀忠及職工盟李卓人也成功當選。而新界西最後一席，也落在社民連陳偉業的手上。張超雄也只得到兩萬多票而落選。自由黨的周梁淑怡因為手上的中產選票及鄉郊選區票源流失，只得兩萬多票而落選，為十位現任議員的得票之末，選後自由黨指責劉皇發全力為張學明助選。是次選舉過後，新界西亦維持泛民五席、建制派三席的局面。
| 政治陣營 | 政治陣營 | 所得議席 | 參選名單數 | 總得票  | 總得票比例 |
| -------- | -------- | -------- | ---------- | ------- | ---------- |
|          | 建制派   | 3        | 3          | 149,598 | 37.56%     |
|          | 泛民主派 | 5        | 8          | 244,270 | 61.33%     |
|          | 其他人士 | 0        | 3          | 4,424   | 1.11%      |

新界東
由於上屆泛民鑽石名單浪費了不少餘票，故泛民今次分拆名單上陣。民主黨的黃成智也分拆名單排首名參選。而民建聯的第二位則以陳克勤取代李國英，在沙田當選區議員新論壇成員龐愛蘭，亦以無黨籍的專業人士出戰。選戰中途，公民黨的湯家驊與民主黨鄭家富在泛民報章的力挺下，打著「使第二名的也入局」的口號。希望得票壓倒民建聯，擊潰陳克勤。
選戰結果。民建聯劉江華為首的名單成為票王，更帶領第二位的陳克勤當選，成為香港回歸後歷屆立法會最年輕的議員。民主黨黃成智得票壓倒鄭家富，二人雙雙當選、社民連的梁國雄成新東泛民票王順利連任，湯家驊、劉慧卿則只拿到第六席及第七席。由於泛民今次分拆名單策略成功，以56%的選票取得5席新界東議席共有7席。至於龐愛蘭以專業人士出戰及民建聯搶走不少鄉事票，分薄了自由黨的票源，結果導致自由黨主席田北俊只以5,000票之差落選。
| 政治陣營 | 政治陣營 | 所得議席 | 參選名單數 | 總得票  | 總得票比例 |
| -------- | -------- | -------- | ---------- | ------- | ---------- |
|          | 建制派   | 2        | 4          | 155,771 | 43.16%     |
|          | 泛民主派 | 5        | 5          | 204,030 | 56.53%     |
|          | 其他人士 | 0        | 1          | 1,129   | 0.31%      |

全港
整體而言，泛民主派與建制派的得票大致維持六四之比。而兩大陣營以外的其他人士只對選舉有著微不足道的影響。
| 政治陣營 | 政治陣營 | 所得議席 | 參選名單數 | 總得票  | 總得票比例 |
| -------- | -------- | -------- | ---------- | ------- | ---------- |
|          | 建制派   | 11       | 15         | 601,824 | 39.71%     |
|          | 泛民主派 | 19       | 30         | 900,084 | 59.39%     |
|          | 其他人士 | 0        | 8          | 13,551  | 0.9%       |

### 功能界別焦點
今屆共有14個議席自動當選，比上屆11席為多。泛民只能保住法律界、教育界、衛生服務界及社會福利界四個穩勝的席位，並於工程界、建築界及旅遊界競逐失敗。
- 旅遊界由於楊孝華放棄連任，自由黨推舉旅遊業議會總幹事董耀中競選接棒，而公民黨推出司馬文競選席位。有「法律超人」之稱的律師謝偉俊繼上屆參選後，今屆亦繼續參選。選舉結果謝偉俊以「黑馬」姿態，在小中型旅行社支持下，僅以九票之差打敗董耀中，當選後他即點起火頭，直言現時的旅遊業架構繁雜，又有旅遊業議會、旅遊事務專員及旅遊代理商註冊處等，存在職權重疊的問題。他更批評「每間旅行社開業前，都要分別申請四個牌照才可以開業，這樣的程序又是否可以簡化，以更方便及加快業界經營，我想是可以再加深討論的。」他表示不會加入任何黨派，又坦言長遠而言應取消功能界別。[44]
- 社會福利界中，隸屬職工盟的社工總工會的張國柱打敗民主黨的狄志遠。
- 會計界一如所料，建制派所支持的候選人陳茂波以1000多票之差壓倒尋求連任的譚香文當選。
- 資訊科技界，是屬於泛民主派多年控制的，但今屆出現變化，在上屆小敗給單仲偕的建制派譚偉豪，今次以些微票數打敗泛民主派的候選人莫乃光當選。11月，莫乃光入稟高等法院，要求頒布譚偉豪當選無效，指控譚偉豪選舉宣傳超支、未有詳細申報選舉經費。高等法院原訟庭判譚偉豪勝訴[45]，但莫乃光其後向終審法院入稟挑戰《立法會條例》規定有關立法會選舉的選舉呈請以高等法院原訟庭的判決為最終裁決的合憲性，2010年12月13日終審法院裁定《立法會條例》有關條文違憲[46]，該案發回高等法院上訴庭處理。[47]
- 醫學界四人混戰中，泛民主派尋求連任的郭家麒被公立醫院醫生梁家騮打敗。
- 區議會建制派對建制派的競爭中，雖然林偉強得到民主黨和自由黨區議員的支持，但葉國謙仍以100多票之差打敗林偉強，重返立法會。

## 爭議

### 票站調查爭議
所謂票站調查，是指調查機構於投票當日於票站出口詢間已投票選民的選擇，選民可選擇自願回答有關問題。根據立法會選舉指引，選民無須向任何人（包括進行票站調查的人士）透露自己的選擇，任何進行票站調查的機構均不得於投票結束前向公眾公佈票站調查結果。但這次選舉的票站調查安排惹起爭議，令人擔心票站調查資料的準確性。
泛民主派投訴，懷疑部分於2007年香港區議會選舉進行票站調查的機構有政黨背景，並繼續於今次選舉進行票站調查。除了香港大學民意調查計劃、香港調查研究中心、萬國宣道浸信會盛恩基督教社會服務中心外，其他參與民意調查的組織均拒絕向傳媒披露其調查目的，而這些民調組織的名稱雖異，但調查範圍卻覆蓋了全港大部分票站，而部份參與民調的調查員，也與傳統左派學校的師生名字相同。輿論普遍認為能夠發動如此大規模的人手及資源去做民意調查，是有親中方候選人利用票站調查收集選情，並即時調整競選策略，影響選舉的公平。
泛民主派因此要求選舉管理委員會澄清此舉有否違反選舉指引，但選舉管理委員會並未正面回應，亦以確保學術及言論自由為由，表明不會要求進行票站調查的機構申報其政治聯繫資料。泛民主批評選舉管理委員會縱容票站調查成為影響選舉結果的工具，並呼籲選民杯葛所有機構的票站調查。另一方面，亦有市民自發呼籲向調查員說謊，以防票站調查被政黨利用。
另一方面，香港大學民意調查計劃因應歷年以來都有傳媒要求提早向他們發放最新票站調查結果，亦本來計劃提早於中午12時半及下午5時向5間贊助傳媒提供最近票站調查結果。惟此舉遭各大政黨批評，擔心此舉會增加資料泄漏風險；選舉管理委員會並指，此舉可能違反不得提早公佈票站票站調查結果的選舉指引。最後港大民意調查計劃決定改變初衷，只於晚上八時才交給有關傳媒的主管，作為內部參考，傳媒亦承諾不會提早發放票站調查結果。

### 其他爭議與問題
- 選舉事務處懷疑出錯，令數名原本合資格選民失去投票權。[56]
- 香港島鰂魚涌佛教中華康山學校投票站及小西灣東華三院李志雄紀念小學投票站，分別停電25分鐘及7分鐘，結果這兩個票站需要順延投票結束時間。[56]
- 投票用的印章墨水太多，選民擔心會造成廢票。[57]

## 選舉過後各候選人發展

### 地方選區

#### 香港島
1.
- 林翠蓮離開自由黨，於2011年香港區議會選舉當選。
- 王錦泉於2011年香港區議會選舉落敗。

2.
- 何秀蘭加入工黨，參與2012年香港立法會選舉香港島選區名單中第一位，連任成功。

3.
- 甘乃威於2011年香港區議會選舉當選，放棄連任。
- 楊森參與2012年香港立法會選舉香港島選區名單中第二位，落選。
- 徐遠華於2011年香港區議會選舉當選。

4.
- 曾健成於2011年香港區議會選舉落敗，參與2012年香港立法會選舉新界西選區名單中第一位，落選。

5.
- 曾鈺成當選立法會主席，參與2012年香港立法會選舉香港島選區名單第一位，成功連任立法會主席。
- 蔡素玉於2011年香港區議會選舉當選。
- 鍾樹根於2011年香港區議會選舉當選，擔任區議會主席，參與2012年香港立法會選舉香港島選區名單第一位，當選。
- 張國鈞於2011年香港區議會選舉當選。
- 陳學鋒於2011年香港區議會選舉當選，參與2012年香港立法會選舉區議會第二功能界別名單第三位，落選。
- 郭偉强離開民建聯，以工聯會名義參選2012年香港立法會選舉勞工界別，自動當選。

7.
- 勞永樂參與2012年香港立法會選舉香港島選區名單第一位，落選。至2015年去世。

8.
- 陳淑莊於2010年辭任議員，參與2010年香港立法會地方選區補選，重返議會；於2011年香港區議會選舉落敗，參與2012年香港立法會選舉香港島選區名單第二位，連任失敗。
- 余若薇參與2012年香港立法會選舉新界西選區名單第二位，連任失敗。
- 容詠嫦於2011年香港區議會選舉當選。

9.
- 葉劉淑儀創辦新民黨，參與2012年香港立法會選舉香港島選區名單中第一位，連任成功。
- 史泰祖加入新民黨。
- 陳岳鵬就任行政長官辦公室特別助理，並辭去南區區議員一職。

10.
- 黎志強加入公民黨，於2011年香港區議會選舉當選。

#### 九龍西
1.
- 莊永燦於2011年香港區議會選舉當選。

2.
- 李慧琼於2011年香港區議會選舉當選，參與2012年香港立法會選舉區議會第二功能界別名單第一位，連任成功。
- 鍾港武於2011年香港區議會選舉當選，並連任區議會主席。
- 陳偉明於2011年香港區議會選舉當選，參與2012年香港立法會選舉九龍西選區名單中第四位。
- 鄭泳舜於2011年香港區議會選舉當選，參與2012年香港立法會選舉九龍西選區名單中第三位。

4.
- 涂謹申於2011年香港區議會選舉當選，參與2012年香港立法會選舉區議會第二功能界別名單第一位，連任成功。
- 林浩揚於2011年香港區議會選舉落敗。

5.
- 毛孟靜參與2012年香港立法會選舉九龍西選區名單中第一位，當選。
- 伍月蘭於2011年香港區議會選舉落敗。
- 鄧志盈於2011年香港區議會選舉落敗。

6.
- 林依麗於2011年香港區議會選舉落敗，參與2012年香港立法會選舉九龍西選區名單中第一位。

7.
- 梁美芬於2011年香港區議會選舉當選，參與2012年香港立法會選舉九龍西選區名單中第一位，連任成功。
- 梁偉權於2011年香港區議會選舉當選，但後來被判當選無效。
- 林家輝於2011年香港區議會選舉當選。

8.
- 黃毓民於2010年辭任議員，參與2010年香港立法會地方選區補選，重返議會；後離開社民連，加入人民力量，參與2012年香港立法會選舉九龍西選區名單中第一位，連任成功。
- 李偉儀離開社民連，加入人民力量，於2011年香港區議會選舉落敗，後退出人民力量。

9.
- 田北辰離開自由黨，加入新民黨，於2011年香港區議會選舉當選，參與2012年香港立法會選舉新界西選區名單中第一位，當選。
- 何顯明於2011年香港區議會選舉當選。

10.
- 馮檢基於2011年香港區議會選舉當選，參與2012年香港立法會選舉區議會第二功能界別名單第一位，連任成功。
- 莫嘉嫻於2011年香港區議會選舉當選，參與2012年香港立法會選舉九龍西選區名單中第三位。
- 秦寶山於2011年香港區議會選舉當選。
- 黃志勇於2011年香港區議會選舉當選，參與2012年香港立法會選舉九龍西選區名單中第四位。
- 楊振宇於2011年香港區議會選舉當選。

11.
- 劉千石被香港政府任命為首屆最低工資委員會的委員。

#### 九龍東
1.
- 胡志偉於2011年香港區議會選舉當選，參與2012年香港立法會選舉九龍東選區名單中第一位，當選。

2.
- 陶君行於2011年香港區議會選舉落敗，參與2012年香港立法會選舉九龍東選區名單中第一位。

3.
- 陳鑑林參與2012年香港立法會選舉九龍東選區名單中第一位，連任成功。
- 黎榮浩於2011年香港區議會選舉當選，參與2012年香港立法會選舉九龍東選區名單中第二位。
- 陳曼琪於2011年香港區議會選舉當選。
- 洪錦鉉於2011年香港區議會選舉當選，參與2012年香港立法會選舉九龍東選區名單中第三位。

4.
- 梁家傑於2010年辭任議員，參與2010年香港立法會地方選區補選，重返議會；參與2012年香港立法會選舉九龍東選區名單中第一位，連任成功。
- 黃鶴鳴於2011年香港區議會選舉落敗。

5.
- 李華明放棄連任。
- 計明華於2011年香港區議會選舉落敗。
- 黃啟明於2011年香港區議會選舉當選。
- 黃偉達於2011年香港區議會選舉落敗。

6.
- 黃國健參與2012年香港立法會選舉九龍東選區名單中第一位，連任成功。
- 陳婉嫻於2011年香港區議會選舉當選，參與2012年香港立法會選舉區議會第二功能界別名單第一位，重返議會。
- 王吉顯於2012年被委任區議員。
- 簡銘東於2011年香港區議會選舉當選，參與2012年香港立法會選舉九龍東選區名單中第二位。

#### 新界西
1.
- 張超雄離開公民黨，加入工黨，參與2012年香港立法會選舉新界東選區名單中第一位，重返議會。
- 陳琬琛於2011年香港區議會選舉當選。
- 黃家華於2011年香港區議會選舉當選。

2.
- 李卓人於2011年香港區議會選舉落敗，後加入工黨，參與2012年香港立法會選舉新界西選區名單中第一位，連任成功。
- 譚駿賢加入工黨，參與2012年香港立法會選舉新界西選區名單中第二位。

3.
- 譚耀宗參與2012年香港立法會選舉新界西選區名單中第一位，連任成功。
- 張學明獲委任行政會議成員，放棄連任。
- 梁志祥於2011年香港區議會選舉當選，擔任區議會主席；參與2012年香港立法會選舉新界西選區名單中第一位，當選。
- 陳恆鑌於2011年香港區議會選舉當選，參與2012年香港立法會選舉新界西選區名單中第一位，當選。
- 龍瑞卿於2011年香港區議會選舉當選，參與2012年香港立法會選舉新界西選區名單中第二位。
- 梁嘉銘於2011年香港區議會選舉落敗，參與2012年香港立法會選舉新界西選區名單中第六位。
- 老廣成於2011年香港區議會選舉當選。
- 呂堅於2011年香港區議會選舉當選，參與2012年香港立法會選舉新界西選區名單中第三位。

4.
- 何俊仁於2011年香港區議會選舉當選，參與2012年香港立法會選舉區議會第二功能界別名單第一位，連任成功。
- 許智峯於2011年香港區議會選舉當選，參與2012年香港立法會選舉香港島選區名單中第六位。
- 盧民漢於2011年香港區議會選舉當選。

7.
- 陳偉業於2010年辭任議員，參與2010年香港立法會地方選區補選，重返議會；後離開社民連，加入人民力量，於2011年香港區議會選舉落敗，參與2012年香港立法會選舉新界西選區名單中第一位，連任成功。

8.
- 鄒秉恬於2011年香港區議會選舉當選，參與2012年香港立法會選舉新界西選區名單中第四位。

9.
- 王國興參與2012年香港立法會選舉香港島選區名單中第一位，連任成功。
- 麥美娟於2011年香港區議會選舉當選，參與2012年香港立法會選舉新界西選區名單中第一位，當選。
- 曾梓筠於2012年被委任區議員。
- 徐帆於2011年香港區議會選舉當選。
- 梁子穎於2011年香港區議會選舉當選，參與2012年香港立法會選舉區議會第二功能界別名單第二位。
- 鄧家彪於2011年香港區議會選舉當選，參與2012年香港立法會選舉勞工界別，自動當選。
- 姚國威於2011年香港區議會選舉當選。
- 陳文偉於2011年香港區議會選舉當選，參與2012年香港立法會選舉新界西選區名單中第三位。

10.
- 鄺俊宇於2011年香港區議會選舉當選，參與2012年香港立法會選舉區議會第二功能界別名單第二位。

12.
- 周梁淑怡辭任行政會議成員，參與2012年香港立法會選舉新界東選區名單中第二位。
- 周永勤於2011年香港區議會選舉當選。

13.
- 梁耀忠於2011年香港區議會選舉當選，參與2012年香港立法會選舉新界西選區名單中第一位，連任成功。
- 黃潤達於2011年香港區議會選舉當選，參與2012年香港立法會選舉新界西選區名單中第二位。

14.
- 李永達於2011年香港區議會選舉落敗，參與2012年香港立法會選舉新界西選區名單中第一位，連任失敗。
- 王雪盈於2011年香港區議會選舉落敗。
- 林紹輝於2011年香港區議會選舉當選，參與2012年香港立法會選舉區議會第二功能界別名單第三位。
- 林立志於2011年香港區議會選舉當選，參與2012年香港立法會選舉新界西選區名單中第二位。

#### 新界東
1.
- 田北俊參與2012年香港立法會選舉新界東選區名單中第一位，重返議會。
- 方國珊離開自由黨，於2011年香港區議會選舉當選，參與2012年香港立法會選舉新界東選區名單中第一位。

2.
- 蕭思江參與2012年香港立法會選舉體育、演藝、文化及出版界別。

3.
- 劉慧卿加入民主黨，參與2012年香港立法會選舉新界東選區名單中第一位，連任成功。
- 柯耀林加入民主黨，於2011年香港區議會選舉落敗，參與2012年香港立法會選舉新界東選區名單中第二位。

4.
- 黃成智於2011年香港區議會選舉落敗，參與2012年香港立法會選舉新界東選區名單中第一位，連任失敗。
- 莫兆麟離開民主黨，於2011年香港區議會選舉落敗。

5.
- 梁國雄於2010年辭任議員，參與2010年香港立法會地方選區補選，重返議會；於2011年香港區議會選舉落敗，參與2012年香港立法會選舉新界東選區名單中第一位，連任成功。

6.
- 李子榮於2011年香港區議會選舉當選。

7.
- 鄭家富離開民主黨，放棄連任。
- 任啟邦離開民主黨，加入新民主同盟，於2011年香港區議會選舉當選，參與2012年香港立法會選舉新界東選區名單中第二位。
- 何淑萍離開民主黨，於2011年香港區議會選舉落敗。
- 梁里離開民主黨，加入新民主同盟，於2011年香港區議會選舉當選，參與2012年香港立法會選舉新界東選區名單中第三位。
- 關永業離開民主黨，加入新民主同盟，於2011年香港區議會選舉當選，參與2012年香港立法會選舉新界東選區名單中第五位。
- 容溟舟離開民主黨，加入新民主同盟，於2011年香港區議會選舉當選，參與2012年香港立法會選舉新界東選區名單中第九位。
- 林少忠於2011年香港區議會選舉當選，參與2012年香港立法會選舉新界東選區名單中第三位。

8.
- 湯家驊於2011年香港區議會選舉落敗，參與2012年香港立法會選舉新界東選區名單中第一位，連任成功。
- 曾健超於2011年香港區議會選舉落敗。

9.
- 龐愛蘭於2011年香港區議會選舉當選，參與2012年香港立法會選舉新界東選區名單中第一位。

10.
- 劉江華於2011年香港區議會選舉當選，參與2012年香港立法會選舉區議會第二功能界別名單第一位，連任失敗。
- 陳克勤參與2012年香港立法會選舉新界東選區名單中第一位，連任成功。
- 莫錦貴當選沙田鄉事委員會主席。
- 黃碧嬌於2011年香港區議會選舉當選，參與2012年香港立法會選舉新界東選區名單中第三位。
- 陳國旗於2011年香港區議會選舉當選。
- 劉國勳於2011年香港區議會選舉當選，參與2012年香港立法會選舉新界東選區名單中第二位。
- 連楚強於2024年去世。

### 功能界別
- 劉皇發、林健鋒、梁君彥、梁劉柔芬退出自由黨，組成經濟動力。

#### 會計界
- 譚香文宣佈退出公民黨。

## 相關節目
- 港台節目《2008立法會選舉：聽其言》8月4日至9月5日12:55於本港台播出，13:20於翡翠台播出
- 港台節目《2008立法會選舉：地方選區論壇》8月16日、17日、23日22:30至23:45、8月30日22:30至24:00、8月31日19:00至19:55於翡翠台播出
- 港台節目《2008立法會選舉：功能界別選舉論壇》8月25至29日19:00至19:30於本港台播出
- 《全家動員選代表》9月1日至5日19:25於翡翠台播出，翌日14:05重播
- 《選舉快訊》9月7日07:30、11:00、14:00、15:00、17:00於本港台播出
- 《2008立法會選舉：投票》9月7日07:30、09:00、10:00、11:00、12:00、16:00、17:00於翡翠台播出
- 《2008立法會選舉：票站調查》9月7日22:25-22:35於翡翠台播出
- 《2008立法會選舉：點票直擊》9月8日00:45-02:15於翡翠台播出

## 備註
1. ↑  下劃線為在功能選區中無對手自動當選的議員。
2. 1 2 3 4  是次選舉中，部分現任立法會議員願意排第二，他們本身希望確保第一位的候選人有足夠票源當選，以培育新人／第二梯隊成員甚或促使自己能透過最多餘票（即使已預料自己必然會或很大機會落選）續入立法會。在這次選舉中排在次位的現任議員，只有余若薇一人險勝連任。